# باراه آنا
باراه آنا (به انگلیسی: Barah Aana) فیلمی هندی محصول سال ۲۰۰۹ و به کارگردانی راجا کریشنا منون است. در این فیلم بازیگرانی همچون نصیرالدین شاه، ویجای راز، آرجون ماتور، تانیشتا چاتراجی و ویولانته پلاچیدو ایفای نقش کرده‌اند.